# Аполония фон Хенеберг
Аполония фон Хенеберг (на немски: Apollonia von Henneberg; * 1500; † 21 април 1548) от линията Ашах-Рьомхилд на Дом Хенеберг, е графиня от Хенеберг и чрез женитба графиня на Цимерн.

## Произход
Тя е дъщеря на граф Херман VIII фон Хенеберг-Рьомхилд (1470 – 1535) и съпругата му принцеса Елизабет фон Бранденбург (1474 – 1507), дъщеря на курфюрст Алберт III Ахилес фон Бранденбург и втората му съпруга Анна Саксонска.
Аполония е близка роднина на имперския канцлер Бертхолд фон Хенеберг. Тя е възпитавана заедно с Елизабет фон Бранденбург-Ансбах-Кулмбах, дъщеря на маркграф Фридрих II фон Бранденбург-Ансбах-Кулмбах) при нейната леля Елизабет, херцогинята на Вюртемберг, в нейния вдовишки дворец в Нюртинген). Там се запознава с бъдещия ѝ съпруг Готфрид Вернер фон Цимерн.

## Фамилия
Аполония фон Хенеберг се омъжва 1518 г. за фрайхер Готфрид Вернер фон Цимерн (* 12 август 1484 в Мескирх; † 2/12 април 1554), син на Йохан Вернер I фон Цимерн († 1495) и Маргарета фон Йотинген († 1528).
Готфрид Вернер фон Цимерн има конфликт с нейния баща, двамата се сдобряват през 1521 г. Чрез съдействието на епископа на Щрасбург баща ѝ Херман фон Хенеберг плаща зестра от 4000 гулдена. Той е издигнат на граф през 1538 г. и престроява дворец Мескирх. Те имат две дъщери:
- Анна (* 28 юни 1513), омъжена 1531 г. за граф Йобст Николаус фон Цолерн (* 1514; † 10 юни 1558)
- Барбара (* 30 декември 1519). Тя ослепява от детска едра шарка и на 10 години отива в манастир Инцигкофен.

- Готфрид Вернер и Аполония фон Хенеберг в Donaueschinger Codex 593a
- Анна графиня фон Цимерн съпруга на граф Йос Никлас II фон Цолерн, дъщеря на Готфрид Вернер и Аполония
- Барбара графиня фон Цимерн, сляпата дъщеря на Аполония, живее като монахиня в Инцигкофен